# Ulrich Müller-Funk
Ulrich Müller-Funk (* 4. Oktober 1947 in Stuttgart) ist ein deutscher Mathematiker und Wirtschaftsinformatiker sowie emeritierter Professor für Quantitative Methoden an der Westfälischen Wilhelms-Universität in Münster.

## Karriere
Müller-Funk studierte von 1968 bis 1976 Mathematik und Wirtschaftswissenschaften an der Albert-Ludwigs-Universität Freiburg. Sein Diplom in Mathematik erhielt er 1975. Die Diplomarbeit schrieb er zum Thema Zur Asymptotik bedingter Tests. Seine Promotion zum Dr. rer. nat. erfolgte 1980 ebenfalls an der Universität Freiburg bei Hermann Witting. Die Dissertation hatte den Titel Sequentielle signierte Rangstatistiken und ihre Anwendungen auf sequentielle Signifikanztests. Sie wurde mit dem Goedecke-Forschungspreis ausgezeichnet. 1986 folgte, ebenfalls in Freiburg, seine Habilitation zum Dr. rer. nat. habil. mit Lehrberechtigung für Mathematik.
Nach seiner Habilitation ging Müller-Funk nach Münster. Von 1987 bis 1990 besaß Müller-Funk dort eine Professur im Fachbereich Mathematik und Informatik der Westfälischen Wilhelms-Universität Münster. 1990 wechselte er in die Wirtschaftswissenschaftliche Fakultät und übernahm dort von 1990 bis zu seiner Emeritierung im Jahr 2013 die Professur für Quantitative Methoden am Institut für Wirtschaftsinformatik. In dieser Zeit war er u. a. Dekan der Wirtschaftswissenschaftlichen Fakultät (1999–2000), Prorektor für strategische Planung, Personalentwicklung und Evaluation (2002–2006) sowie Direktor des European Research Center for Information Systems (ERCIS) (2004–2013).
Müller-Funks Forschungsschwerpunkte sind:
- Datenanalyse und Information Mining
- Nichtparametrische Statistik
- Stopp-Probleme

## Auszeichnungen
- Goedecke-Forschungspreis 1980

## Schriften (Auswahl)
- Sequentielle signierte Rangstatistiken und ihre Anwendung auf sequentielle Signifikanztests. Freiburg 1979, DNB 810304414 (Hochschulschrift, Univ., Math. Fak., Dissertation, 1979).
- Non-parametric sequential tests for symmetry. In: Zeitschrift für Wahrscheinlichkeitstheorie und verwandte Gebiete. Band 46, Nr. 3, 1979, S. 325–342, doi:10.1007/BF00538120.
- Sequential nonparametric tests. In: Paruchuri Rama Krishnaiah, Pranab Kumar Sen (Hrsg.): Handbook of Statistics, Band 4, Nonparametric Methods. North-Holland, Amsterdam / New York / Oxford /Tokyo 1984, ISBN 0-444-86871-2, S. 657–698, doi:10.1016/S0169-7161(84)04030-X.
- Mit Friedrich Pukelsheim, Hermann Witting: On the duality between locally optimal tests and optimal experimental designs. In: Linear Algebra and its Applications. Band 67, 1985, S. 19–34, doi:10.1016/0024-3795(85)90183-1.
- Mit Friedrich Pukelsheim, Hermann Witting: Locally most powerful tests for two-sided hypotheses. In: Franz Konecny, J. Mogoyoródi, Wolfgang Wertz (Hrsg.): Probability and statistical decision theory – Proceedings of the 4th Pannonian Symposium on Mathematical Statistics, Bad Tatzmannsdorf, Austria, 4-10 Sept. 1983, vol. A. Reidel, Dortrecht 1985, S. 31–56.
- Mathematical Programming and Optimal Stopping in Sequential Testing Theory, Habilitation, Freiburg 1986.
- Mit Friedrich Pukelsheim und Hermann Witting: On the attainment of the Cramér-Rao bound in L-r-differentiable families of distributions. Ann. Stat. 17, No. 4, 1742–1748 (1989).
- Mit Friedrich Pukelsheim: How Regular Are Conjugate Exponential Families? In: Statistics & Probability Letters. Band 7, Nr. 4, 1989, S. 327–333, doi:10.1016/0167-7152(89)90117-X.
- Mit Hermann Witting: Testing problems with nuisance parameters:  Linear models under non-classical assumptions. In: ZOR – Methods and Models of Operations Research. Band 33, Nr. 1, 1989, S. 1–20, doi:10.1007/BF01415513.
- Mit Hans Ulrich Burger, Hermann Witting: On locally optimal nonparametric tests. In: ZOR – Methods and Models of Operations Research. Band 36, Nr. 2, 1992, S. 163–184, doi:10.1007/BF01417215.
- Probleme des optimalen Stoppens mit Nebenbedingungen. In: Walter Frisch, Alfred Taudes (Hrsg.): Informationswirtschaft – Aktuelle Entwicklungen und Perspektiven. Physica, Heidelberg 1993, S. 169–181, doi:10.1007/978-3-642-87094-1_11.
- Mit Hermann Witting: Mathematische Statistik II. Asymptotische Statistik: Parametrische Modelle und nichtparametrische Funktionale. Teubner, Stuttgart 1995, ISBN 3-322-90153-X.
- Mit Hermann Witting: Nichtparametrischer Vergleich von Dispersionen: Symmetrisierungshalbordnungen. In: Horst Rinne, Bernhard Rüger, Heinrich Strecker (Hrsg.): Grundlagen der Statistik und ihre Anwendungen – Festschrift für Kurt Weichselberger. Physica-Verlag, Heidelberg 1995, ISBN 3-7908-0872-5, S. 156–171.
- Statistische Aspekte des „Data Mining“. In: Jörg Becker et al. (Hrsg.): European Research Center for Information Systems (ERCIS), Gründungsveranstaltung Münster, 12. Oktober 2004. 2004, DNB 972541713, S. 65–68.
- Statistische Aspekte von Assoziationsregeln. In: Frank Bensberg, Jan vom Brocke, Martin B. Schultz (Hrsg.): Trendberichte zum Controlling: Festschrift für Heinz Lothar Grob. Physica-Verlag, Heidelberg 2004, ISBN 3-7908-0162-3, S. 201–212, doi:10.1007/978-3-7908-2708-8.
- Measures of Dispersion and Cluster-Trees for Categorical Data. In: Christine Preisach, Hans Burkhardt, Lars Schmidt-Thieme, Reinhold Decker (Hrsg.): Data Analysis, Machine Learning and Applications. Springer, Berlin / Heidelberg 2007, ISBN 978-3-540-78239-1, S. 163–170, doi:10.1007/978-3-540-78246-9_20.
- Maschinelle Intelligenz – ein Modell für menschliche Kognition? In: Marius Backmann, Jan G. Michel (Hrsg.): Physikalismus, Willensfreiheit, Künstliche Intelligenz. Mentis, Paderborn 2009, ISBN 978-3-89785-687-5, S. 213–219, doi:10.30965/9783969751145_019.
- Mit Stephan Dlugosz: Predictive Classification Trees. In: Andreas Fink, Berthold Lause, Wilfried Seidel, Alfred Utsch (Hrsg.): Advances in Data Analysis, Data Handling and Business Intelligence. 2009, S. 127–134, doi:10.1007/978-3-642-01044-6_11.
- Mit Stephan Dlugosz: The value of the last digit: statistical fraud detection with digit analysis. In: Advances in Data Analysis and Classification. Band 3, 2009, S. 281–290, doi:10.1007/s11634-009-0048-5.
- Mit Kay F. Hildebrand: HOMALS for Dimension Reduction in Information Retrieval. In: Wolfgang A. Gaul, Andreas Geyer-Schulz, Lars Schmidt-Thieme, Jonas Kunze (Hrsg.): Challenges at the Interface of Data Analysis, Computer Science, and Optimization. Springer, Berlin, Heidelberg 2012, ISBN 978-3-642-24465-0, S. 353–363, doi:10.1007/978-3-642-24466-7_36.
- Mit Andreas Baumgart: Analysis of Network Data Based on Probability Neighborhood Cliques. In: Wolfgang A. Gaul, Andreas Geyer-Schulz, Lars Schmidt-Thieme, Jonas Kunze (Hrsg.): Challenges at the Interface of Data Analysis, Computer Science, and Optimization. Springer, Berlin / Heidelberg 2012, ISBN 978-3-642-24465-0, S. 215–223, doi:10.1007/978-3-642-24466-7_22.
- Mit Nina Büchel, Kay F. Hildebrand: Factor Preselection and Multiple Measures of Dependence. In: Berthold Lausen, Dirk Van den Poel, Alfred Utsch (Hrsg.): Algorithms from and for Nature and Life – Classification and Data Analysis. Springer, Cham 2013, ISBN 978-3-319-00034-3, S. 223–232, doi:10.1007/978-3-319-00035-0_22.
- Mit Ulrich Kathöfer: Operations Research. 3., korrigierte  Auflage. UVK, Konstanz 2017, ISBN 978-3-86764-813-4.
- Mining for the Evil – Or But Poking in Shades of Grey? In: Katrin Bergener, Michael Räckers, Armin Stein (Hrsg.): The Art of Structuring. Springer, Cham 2019, ISBN 978-3-03006233-0, doi:10.1007/978-3-030-06234-7.

## Sonstiges
Ulrich Müller-Funk ist ein Bruder von Wolfgang Müller-Funk.